# Laguna Glaciar
La laguna Glaciar es una laguna de Bolivia, ubicada cerca de la localidad de Sorata de la provincia de Larecaja en el departamento de La Paz. Se encuentra en el macizo del Illampu-Ancohuma, a una altitud de 5.038 m s. n. m. Linda con el frente del glaciar, de unos 30 metros de altura. Es el décimo sexto lago más alto del mundo, y el tercero de Bolivia. Tiene unas dimensiones de 780 m de largo por 360 m de ancho y una superficie de 0,2 km² o 20 hectáreas. 

## Calentamiento global
El lago y el glaciar han disminuido en su superficie en los últimos 50 años debido al calentamiento global.